# Regla de Bent

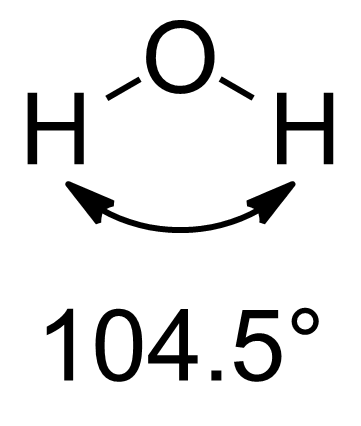
Estructura del agua que ilustra el ángulo de enlace.

En la teoría de enlace químico, la regla de Bent concierne a la hibridación de orbitales, y fue enunciada en 1961 por el químico americano Henry Bent. Originalmente, la regla de Bent fue expresada como sigue: 
- El carácter atómico s se concentra en orbitales dirigidos hacia sustituyentes electropositivos.

En otras palabras, en términos más inteligibles, como función del carácter p de los orbitales híbridos:
- Un átomo central tiende a dirigir sus híbridos de mayor carácter p hacia los sustituyentes más electronegativos.